# Caroline Alice Elgar
Caroline Alice Elgar, nata Roberts (Bhuj (Gujarat), 9 ottobre 1848 – Hampstead, 7 aprile 1920), è stata una poetessa e scrittrice inglese, autrice di versi e narrativa in prosa, che sposò il compositore Edward Elgar.

## Biografia

### Famiglia

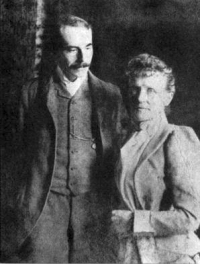
Edward e Alice Elgar, circa 1891

Caroline Alice Roberts, conosciuta come Alice, nacque a Bhuj, Gujarat, in India, nel 1848. Era la figlia più piccola e unica femmina del maggiore generale Sir Henry Gee Roberts KCB (1800-1860) e Julia Maria Raikes (1815–1818) 1887). I suoi tre fratelli maggiori erano Albert Henry Roberts (nato nel 1839 e morto giovane), Frederick Boyd Roberts (nato nel 1841) e Stanley Napier Roberts (nato nel 1844). Il loro padre stava prestando servizio in India al tempo dei moti indiani e morì quando Alice aveva solo 12 anni.
Proveniva da una famiglia distinta: da parte di madre il nonno era il Rev. Robert Napier Raikes, suo bisnonno Robert Raikes (1736–1811) era stato il fondatore del movimento per la Scuola domenicale e suo zio era il generale dell'esercito indiano britannico Robert Napier Raikes (1813–1909).
Da ragazza studiò con il geologo dilettante Rev W. S. Symonds e loro due, con un gruppo di sue amiche andarono a caccia di fossili sulle rive del fiume Severn. Lei scrisse l'indice in un suo libro. Studiò pianoforte con Ferdinand Kufferath a Bruxelles e armonia con Charles Harford Lloyd. Parlava fluentemente il tedesco, ma anche l'italiano, il francese e lo spagnolo.
Prima di sposarsi i suoi scritti erano pubblicati sotto il nome di C. Alice Roberts. Un romanzo di due volumi, Marchcroft Manor, fu pubblicato nel 1882, quattro anni prima di incontrare Elgar. La studiosa Elgar Diana McVeagh lo descrive come "una storia abbastanza compiuta, divertente, davvero commovente, con un controllo del ritmo e della situazione e un umorismo che potrebbe sorprendere chiunque conosca Alice solo dai suoi versi, lettere e diario successivi". McVeagh osserva inoltre che i critici precedenti posero l'attenzione sulla "sfumatura di radicalismo" del libro.

### Matrimonio
Nel 1886 i fratelli di Alice Roberts erano partiti per arruolarsi nell'esercito e lei viveva con la sua anziana madre vedova ad Hazeldine House a Redmarley nel Worcestershire (ora nel Gloucestershire). Quell'autunno prese lezioni di accompagnamento per pianoforte da Edward Elgar, che era insegnante di violino alla Worcester High School. Quando sua madre morì l'anno successivo, andò all'estero per un po' prima di tornare a stabilirsi in una casa a Malvern Link chiamata Ripple Lodge e continuò con le sue lezioni di accompagnamento. Si fidanzò con il suo giovane insegnante, con grande disapprovazione della sua famiglia, fortemente anglicana, che non solo considerava il suo fidanzato un povero commerciante di una classe sociale inferiore, ma notò che era di otto anni più giovane e un devoto cattolico romano.
Alice Roberts ed Edward Elgar si sposarono l'8 maggio 1889 in una cerimonia cattolica abbreviata all'Oratorio di Brompton. Si scambiarono regali di fidanzamento: lui le regalò un breve brano per violino e pianoforte chiamato Salut d'Amour e lei gli diede una delle sue poesie The Wind at Dawn. Della famiglia di Alice partecipavano solo suo cugino William Raikes e sua moglie Veronica, mentre dalla parte di suo marito c'erano solo i suoi genitori e il suo amico musicista Dr. Charles Buck. Il pranzo di nozze avvenne presso la vicina casa di un'amica di Alice, la signora Marshall, Elgar in seguito dedicò A Song of Autumn a sua figlia "Miss Marshall".
Gli Elgar trascorsero una luna di miele di tre settimane a Ventnor sull'Isola di Wight, quindi tornarono a Londra per essere più vicini al centro della vita musicale britannica. Ma non misero su casa per più di un anno: andarono prima al n. 3 di Marloes Road, Kensington; poi il 29 luglio tornarono nella spaziosa casa di Alice "Saetermo" a Malvern, quando il contratto di locazione terminò; poi in ottobre nella casa dei cugini Raikes (prestata loro per l'inverno 1890–91) "Oaklands", Fountain Road, Upper Norwood, con il vantaggio di essere vicino ai concerti di Crystal Palace, ai quali Edward partecipava ogni volta che poteva. Si trasferirono quindi in una villetta a schiera al 51 di Avonmore Road, Kensington, dove la loro unica figlia, Carice Irene, nacque il 14 agosto 1890. Tuttavia la mancanza di lavoro di Edward li costrinse ad andarsene e tornarono a Malvern Link, affittando una casa "Forli" in Alexandra Road, dove si sperava potesse guadagnarsi da vivere insegnando e dirigendo gruppi musicali locali.

### Influenza
La fiducia di Alice in suo marito e il suo coraggio nello sposarlo "nonostante il proprio ceto" furono di grande supporto alla sua carriera. Affrontò i suoi sbalzi d'umore e fu una generosa critica musicale. Era anche la sua direttrice aziendale, segretaria sociale, e non da ultimo stabilì e tenne in ordine un registro degli spartiti per le sue opere orchestrali.
Fece del suo meglio per attirare l'attenzione della società più importante, anche se con scarso successo. Le onorificenze accettate con riluttanza da suo marito erano più importanti per lei, della propria classe sociale. Rinunciò anche ad alcune delle sue aspirazioni personali per promuovere la sua carriera. Nel suo diario in seguito ammise, "La cura di un genio è il lavoro di una vita sufficiente, per qualsiasi donna".
Quando suo marito ricevette il titolo di cavaliere nel 1904, divenne Lady Elgar.
All'inizio della prima guerra mondiale, per un breve periodo, Lady Elgar insegnò il francese a un gruppo di soldati privati nella Caserma di Chelsea.
Nel gennaio 1920 gli amici avevano notato che aveva perso la sua normale vitalità e non era più andata fuori di casa da novembre. Assistette ad un'esecuzione della Seconda Sinfonia di Elgar il 16 marzo e il giorno dopo andò da un medico di Harley Street, ma rimase a casa quando Elgar viaggiò per un concerto fino a Leeds. L'ultimo concerto a cui assistette fu uno spettacolo di musica da camera di Elgar a Londra.

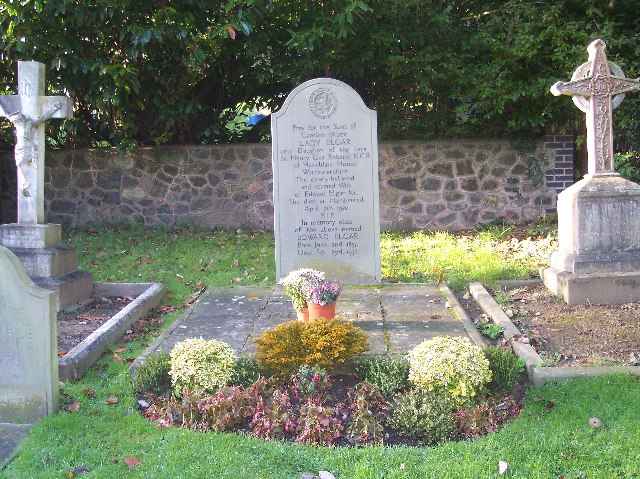
La tomba degli Elgar a St. Wulstan's Church, Little Malvern

Morì di cancro ai polmoni, all'età di 71 anni, il 7 aprile, nella loro casa Severn House al 42 Netherhall Gardens ad Hampstead. Il suo funerale si tenne nella chiesa cattolica romana di San Wulstan a Little Malvern tre giorni dopo. Edward era confortato dalla figlia Carice. Tra le persone in lutto c'era il fratello di Alice, Napier Roberts. C'erano gli amici di Elgar Frank Schuster, Billy Reed e il Dr. Charles Buck. Sir Charles Stanford arrivò ma riuscì solo a parlare con Reed prima di andarsene in lacrime. Nella galleria della chiesa il lento movimento del Quartetto per archi di Elgar fu suonato da Reed, Albert Sammons, Lionel Tertis e Felix Salmond.

## Eredità
Le lettere di Alice e il diario che tenne durante gli anni del suo matrimonio tra il 1889 e il 1920 sono una testimonianza completa e preziosa della vita di lei e della sua famiglia.

## Sua figlia
All'inizio della prima guerra mondiale Carice Elgar fece pratica di primo soccorso, poi dal 1915 fece lavori di traduzione per il Dipartimento di censura del governo.
Il mese prima della morte di Alice Carice tornò a casa da una vacanza a Mürren, dopo aver incontrato un agricoltore del Surrey più vecchio di lei, di nome Samuel Blake. Sua madre sentì che aveva un segreto, ma Carice non glielo disse. Un anno dopo, con il consenso di suo padre, si fidanzarono. Si sposarono nel gennaio del 1922 e prese il nome di Carice Elgar Blake. Non ebbero figli.
Dopo la morte di sua madre, Carice si dedicò ad aiutare suo padre. Dopo la morte di suo padre nel 1934 partecipò alla formazione dell'Elgar Birthplace Trust. Samuel Blake morì nel 1939 e Carice morì a Bristol il 16 luglio 1970. Il suo funerale fu presso la chiesa di St. Wulstan a Little Malvern, dove erano sepolti i suoi genitori e per lei fu celebrato un servizio commemorativo presso la Farm Street Church a Mount Street, Londra W1 il 30 luglio.

## Opere

### Versi
Poesie di Alice messe in musica da Elgar:
- "The Wind at Dawn", canzone (1888), poesia scritta nel 1880[21]
- "Afar, amidst the sunny Isles", poesia a rime alternate di Alice per la musica di "My Love Dwelt in a Northern Land", quando Andrew Lang rifiutò il permesso per l'utilizzo della sua poesia: ma Lang in seguito cambiò idea e i versi di Alice non furono usati[22]
- "Im Norden, wo mein Lieb gewohnt", versi in tedesco per "My Love Dwelt in a Northern Land"[23]
- "O Happy Eyes", canzone per coro SATB, Op.18 No.1 (1890)
- "A spear, a sword", canzone inedita (1892)[24]
- "Mill-wheel Songs", due canzoni inedite (1892)[25]
  - 1. "Winter"; 2. "May (a rhapsody)"
- "The Snow", canzone per coro SSA acc. 2 violini e piano, Op. 26 No.1 (1894). Winter dalla sua poesia Isabel Trevithoe.[26]
- "Fly, Singing Bird", canzone per coro SSA acc. 2 violini e piano, Op. 26 No.2 (1894). Spring dalla sua poesia Isabel Trevithoe.[27]
- From the Bavarian Highlands, six choral songs SATB and orchestra, Op. 27 (1896). Alice also gave the songs their German subtitles.
  - 1. "The Dance (Sonnenbichl)"; 2. "False Love (Wamberg)"; 3. "Lullaby (In Hammersbach)"; 4. "Aspiration (Bei Sankt Anton)"; 5. "On the Alm 'True Love' (Hoch Alp)"; 6. "The Marksmen (Bei Murnau)"
- "Love alone will stay", song, (1898).  Later in Sea Pictures, Op. 37 as In Haven (Capri)
- "A Christmas Greeting", carol for 2 sopranos, male chorus ad lib, 2 violins and piano, Op. 52, (1907)
- "The King's Way", song (1910)

### Romanzi
- Isabel Trevithoe, a poem by C. A. R., (The Charing Cross Publishing Co., 1879)
- Marchcroft Manor, a novel (2 vols.), (Remington & Co., New Bond St., London, 1882)[21][28]
- Stories in the magazine Home Chimes[29][30]
- Dear little ship, go forth, a poem, dedicated "To Carice"[31]

### Altro
- Index to Records of the Rocks by Rev W. S. Symonds (1872)[32]
- Translation from German of E. T. A. Hoffmann's short story Ritter Gluck, (London Society, a Monthly Magazine, May 1895)[33]

### Dediche
Opere dedicate da Edward Elgar ad Alice
- "Through the Long Days", canzone, Op.16 No.2 (1887) – su una delle prime copie stampate era scritto "Miss Roberts da Edward Elgar", Mar.21 1887'[34]
- "Liebesgruss" (Salut d'Amour), violino e piano, Op.12, inscritto "à Carice" (1888)
- "Liebesahnung", violino e piano, poi pubblicata come "Mot d'Amour", Op.13 No.1 (1889)
- "Love", canzone per coro SATB, Op.18 No.2 (1890)
- Variation I of the Enigma Variations, Op.36 reca le iniziali "C.A.E." (1898)